# Reed Ghazala
Qubais Reed Ghazala, född 1953, är en amerikansk författare, fotograf, musiker och konstruktör av experimentella musikinstrument. 
Han räknas som föregångaren[källa behövs] av circuit bending, som han upptäckte 1966 och även namngav.